# Марк Марий Гратидиан
Марк Ма́рий Гратидиа́н (лат. Marcus Marius Gratidianus; 126/125 — конец 82 гг. до н. э.) — римский политический деятель, дважды претор (предположительно в 85 и 84 годах до н. э.). Был племянником Гая Мария и видным деятелем марианской «партии». Во время претуры провёл финансовую реформу, имевшую благотворные последствия для римской экономики. Стал жертвой сулланского террора, причём погиб, по одной из версий, от руки Луция Сергия Катилины.

## Происхождение
Марк Марий принадлежал к знати города Арпин в южном Лации, обладавшей римским гражданством. Его родным отцом был Марк Гратидий, префект при Марке Антонии Ораторе во время его киликийского наместничества, погибший в 102 году до н. э.. По матери Марк-младший был племянником Гая Мария, семикратного консула Римской республики. Брат Гая, Марк Марий, усыновил юного Гратидия, который с этого момента носил имя Марк Марий Гратидиан.
Родная тётка Мария была бабкой Марка Туллия Цицерона, тоже происходившего из Арпина. Цицерон упоминает это родство в трактате «Об обязанностях».

## Биография
Исходя из хронологии карьеры Марка Мария, антиковеды датируют его рождение 126/125 годом до н. э. Первые упоминания о нём относятся к 90-м годам до н. э. и связаны с двумя судебными процессами. Это были тяжбы с Гаем Визеллием Акулеоном (предположительно в 95 году до н. э.) и Гаем Сергием Оратой (незадолго до 91 года до н. э.). Интересы Гратидиана в этих процессах защищали Луций Элий Ламия и Марк Антоний соответственно, а интересы его противников — в обоих случаях лучший оратор эпохи Луций Лициний Красс; судьёй в первом случае был Марк Перперна. Суть дела известна только в связи со второй тяжбой: Марк Марий купил у Ораты дом, а потом продал этот дом ему же и не упомянул в купчей тот факт, что некоторые части здания находятся только в условном владении (он полагал, что покупатель и без того это знает). Ората использовал это упущение, чтобы вчинить иск о злонамеренном утаивании важных сведений. Какие решения приняли судьи, неизвестно.
В 87 году до н. э. Гратидиан занимал должность народного трибуна. В это время в Риме развернулась политическая борьба между одним из консулов, Луцием Корнелием Цинной, и сенатской «партией», быстро переросшая в гражданскую войну. Цинна бежал из столицы и заключил союз с Гаем Марием. Гратидиан, по-видимому, ещё раньше поддержал консула. Аппиан называет в числе сенаторов, последовавших за Цинной, «Гая Мария-второго», который в это время в действительности был в Африке; исследователи полагают, что этот писатель имел в виду другого Мария, Марка. Эпитоматор Ливия сообщает, что Цинну поддержали шестеро из десяти народных трибунов этого года, и Гратидиан наверняка был в их числе.
В конце того же года Гай Марий и Цинна заняли Рим и начали репрессии против своих врагов. Одного из последних, Квинта Лутация Катула, Гратидиан вызвал в суд. Что именно инкриминировалось этому нобилю, неизвестно; речь могла идти о незаконном объявлении «врагами» годом ранее двенадцати человек, включая Гая Мария, и о последовавшем за этим убийстве народного трибуна Публия Сульпиция. Таким образом, Катулу могла грозить смертная казнь. Понимая безнадёжность дела, Квинт Лутаций покончил с собой.
Вскоре после этих событий Гратидиан стал претором (предположительно в 85 году до н. э.). В этом качестве он издал эдикт, стабилизировавший денежное обращение; по одной версии, из оборота изымалась порченая монета, по другой, усиливался надзор за правильным обменным курсом (16 ассов за один денарий). В любом случае эдикт останавливал девальвацию монеты и оказывался выгоден для финансистов и тех, кто получал жалованье живыми деньгами (солдат, наёмных рабочих и т. п.). В результате Марк Марий стал очень популярен: на улицах Рима устанавливали его статуи, перед которыми горели восковые светильники, и претор был переизбран на следующий год. Цицерон утверждает, что эдикт был составлен совместно преторами и народными трибунами, но Гратидиан приписал себе все заслуги, рассчитывая на волне народной любви достигнуть не только повторной претуры, но и консулата.
Карьера и жизнь Марка Мария оборвались из-за очередной гражданской войны. В 82 году до н. э. враг марианской «партии» Луций Корнелий Сулла занял Рим и развернул террор, одной из жертв которого стал Гратидиан. Убийство последнего было совершено с особой, демонстративной жестокостью. Марка Мария вытащили из козьего хлева, где он прятался, и провели через весь город; за Тибром, на гробнице Лутациев, ему выкололи глаза, отрезали уши и язык, отрубили или переломали руки и ноги, «чтобы у него, таким образом, отмирали члены по отдельности». По словам Сенеки, Сулла «постепенно раздирал [Марка Мария] на части, словно желая ещё и ещё убивать его, нанося каждую новую рану так, словно опять его убивает».
Непосредственным убийцей, по данным Плутарха и Сенеки, был Луций Сергий Катилина (впоследствии знаменитый заговорщик), который хотел таким образом отблагодарить Суллу за внесение в проскрипционные списки его брата. Автор Бернской схолии к Лукану приводит две версии: согласно одной, Гратидиана убил Катилина, согласно другой — Квинт Лутаций Катул-младший (впоследствии Капитолин), мстивший за отца. Возможно, Катул обратился к Сулле с просьбой о мести, и тот приказал Катилине убить Марка Мария — потому всё и было проделано настолько жестоко. Кроме того, существует мнение, что римские нобили из числа сторонников Суллы мстили Гратидиану за его преторский эдикт, оказавшийся крайне невыгодным для крупных землевладельцев.
Отрубленную голову Марка Мария принесли Сулле, а потом отправили под Пренесте, где всё ещё держал оборону двоюродный брат убитого, Гай Марий-младший. Её пронесли вокруг городских стен; узнав кузена, Гай, по словам Орозия, «впал в крайнее отчаяние» и вскоре покончил с собой.

## Память
Многочисленные статуи Марка Мария были низвергнуты сразу после победы Суллы. О самом Гратидиане Марк Туллий Цицерон пишет в своём трактате «Об обязанностях» как о нечестном политике в связи с его преторским эдиктом: «Подобает ли честному мужу лгать ради своей выгоды, злостно обвинять, отнимать что-нибудь, обманывать? Никоим образом». В трактате Сенеки «О гневе» Марк Марий предстаёт как «муж, быть может, поддавшийся дурному влиянию, однако любимый народом, и вполне заслуженно, хотя, наверное, чрезмерно».